# Lance Larson
Lance Larson (Monterrey Park, California, 3 de julio de 1940-Orange, California, 19 de enero de 2024) fue un nadador estadounidense especializado en pruebas de estilo libre, donde consiguió ser subcampeón olímpico en 1960 en los 100 metros.

## Carrera deportiva
En los Juegos Olímpicos de Roma 1960 ganó la medalla de plata en los 100 metros estilo libre, con un tiempo de 55.2 segundos, tras el australiano John Devitt también con 55.2 segundos que supuso récord olímpico. En cuanto a las pruebas por equipo, ganó el oro en los relevos de 4x100 metros estilos, por delante de Australia (plata) y Japón (bronce).